# 彰化婦女共勵會
彰化婦女共勵會是第一個台灣人婦女團體，成立於1925年2月8日。該會以臺灣民眾習慣聚集的廟宇作為主要場地，定期舉辦各種活動：包括例會、演講、運動會及展覽。其中演講會由會員擔任講者，也是台灣首例。彰化婦女共勵會在臺灣總督府和守舊文人的打壓中，運行了一年；1926年受到地方青年男女戀愛私奔的爭議事件影響而中止活動。

## 成立與初期運作
彰化婦女共勵會由彰化地區受過新教育的女性組成，背後也有台灣文化協會彰化支部的支持。除了會中成員人其中不少人同時也參與文協外，文協彰化支部的成員王敏川、王金海、施至善等人也提供了協助或贊助。成立大會在1925年2月8日下午1時，於體仁醫院彰化分院舉行:271-272。在發會式中，由楊咏絮致開會辭，潘貞報告創立經過，王琴審議會則，阮素雲演說。該會會員採自由入會制，會員包括蔡鳳、李梨、潘蘊真、吳素貞、李秀賢、曾佩紉、蔡賽絨、王森、林晴宜等人，招收「改善陋習及振興文化」宗旨的婦女，不限年齡或身份。她們認為女性自行組織團體並貢獻社會，才能不落於世界潮流之後。
彰化婦女共勵會的運作經費來自於會費、贊助，還有會員自製手工藝品的販售所得，活動則由會員自行籌畫舉行。成立之初，先舉辦了國語（指日語）、漢字、羅馬字和禮儀規矩的講習會；1925年5月舉辦體育會，期許婦女鍛鍊身體，試圖翻轉當時女性體弱多病的刻板印象，7月起籌辦演講會:272。同年8月22日首次演講會在彰化天公廟的大庭上舉行，引來2000多名聽眾，但其中不少人對這樣的活動並不友善，使得原先預計的10名講者，在噓聲干擾下只剩幹部潘蘊真、李梨在內的3名成員，勉強忍住恐懼完成演說。

## 遭受打壓
彰化婦女共勵會的嘗試引來臺灣總督府和守舊文人的打壓。臺灣總督府方面對日本本土的婦女運動皆願意予以報導，但因為要審慎防範台灣的女性也成為文協抵抗運動的參與者，對於彰化婦女共勵會採取壓制措施，例如利用督學、特務、巡警對會員進行干擾，或是使用公權力駁回該會的活動申請:275-276。講習會現場均有警察巡察監看，活動不時會因為遭到取締或解散而中止。
台灣舊文人反對自由戀愛、認為無女性解放的必要，經常與當時的新知識份子就相關議題筆戰。在彰化婦女共勵會成立之初，舊文人對於該會學習漢文、展售手藝品的活動抱持著正面評價，然而在察覺到該會與文協的關係後態度有所轉變。保守派人士有人到演講會現場阻礙活動，也有人利用報紙投書放出中傷該會的流言:277-279。

## 戀愛事件與組織解散
1926年2月，彰化街長楊吉臣的三男楊英奇和台中霧峰林家後人林士乾，偕同吳進緣（或作吳進蓮）、楊金環、潘貞、謝金蘭、盧銀五女，意圖私奔至廈門，其中楊、潘、謝、盧四人均為彰化婦女共勵會成員。由於楊吉臣處理過程中不當發言被傳開，多名地方人士要求楊引咎辭職，但保守文人認為這是文協彰化支部推卸提倡自由戀愛責任之舉，兩陣營在《台灣日日新報》和《台灣民報》發佈共達60篇文進行筆戰。同年3月4日，彰化婦女共勵會為了避免被貼上標籤，將涉入事件的四人皆開除會籍。然而事件衝擊之大，該會依然在事件後停止運作:279-310。